# كيث ماكدونالد
كيث ماكدونالد هو لاعب هوكي الجليد وسياسي كندي، ولد في 18 يوليو 1927 في كندا. انتخب عضو برلمان مقاطعة أونتاريو.

## وصلات خارجية
- كيث ماكدونالد على موقع HockeyDB.com (الإنجليزية)